# صامويل إيبوا
صامويل إيبوا (بالفرنسية: Samuel Ipoua)‏ (مواليد 1 مارس 1973) هو لاعب كرة قدم. يلعب مع منتخب الكاميرون لكرة القدم. سبق له أن لعب في كأس العالم لكرة القدم مع منتخب بلاده.

## روابط خارجية
- صامويل إيبوا على موقع الاتحاد الدولي (مؤرشف)  (الإنجليزية)
- صامويل إيبوا على موقع قاعدة بيانات كرة القدم.إي يو (الإنجليزية)
- صامويل إيبوا على موقع ليكيب (الفرنسية)
- صامويل إيبوا على موقع ناشيونال فوتبول تيمز (الإنجليزية)
- صامويل إيبوا على موقع عالم كرة القدم.نت (الإنجليزية)